# Habemus papam
Het Habemus papam is de Latijnse aankondiging door de kardinaal-protodiaken wanneer er een nieuwe paus is gekozen. Deze wordt tegenwoordig uitgesproken op de buitenloggia van de Sint-Pietersbasiliek in Vaticaanstad, maar de tekst is ouder dan de basiliek. Hij luidt:

Annuntio vobis gaudium magnum; habemus Papam! Eminentissimum ac Reverendissimum Dominum, Dominum [voornaam], Sanctae Romanae Ecclesiae Cardinalem, [achternaam], qui sibi nomen imposuit [aan te nemen Pauselijke naam].

De vertaling is:

Ik verkondig u met grote vreugde; wij hebben een Paus! De meest eminente en Eerwaarde Heer, de Heer [voornaam], kardinaal van de Heilige Roomse Kerk, [achternaam], die de naam [Pauselijke naam] heeft aangenomen.

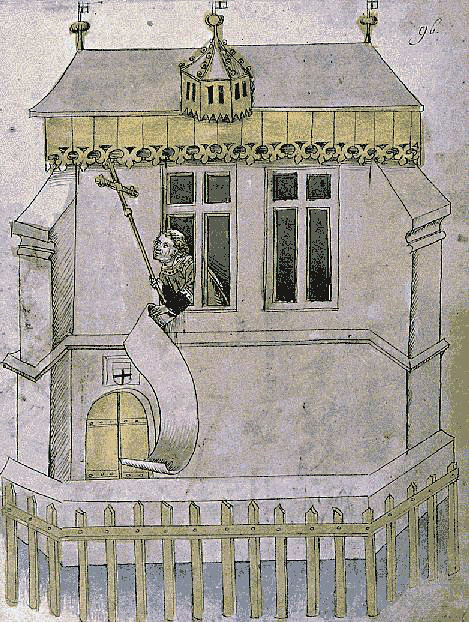
Habemus papam vanuit het Conciliegebouw van Konstanz, Chronik des Ulrich Richental

Hierna verlaat de kardinaal-protodiaken de loggia, en niet veel later verschijnt de nieuwe paus om de zegen Urbi et orbi te geven. Johannes Paulus II was de eerste paus die deze zegen vooraf liet gaan door een korte toespraak. De pausen daarna (Benedictus XVI, Franciscus en Leo XIV) namen dit gebruik over.

## Historie
De Heilige Stoel voert de formule van het Habemus papam terug op de beëindiging van het Westers Schisma in 1417 en suggereert dat de grote vreugde mede verwees naar de ene paus in plaats van de drie die er vanwege het schisma waren. Het concilie van Konstanz, van 1414 tot 1418 gehouden in het Conciliegebouw van Konstanz, zette Benedictus XIII en Johannes XXIII af, terwijl de stokoude Gregorius XII onder druk aftrad en nog tijdens het concilie stierf. Dat maakte de weg vrij voor de verkiezing van Martinus V.